# Abdi-Khipa
Abdi-Khipa (fl. XIV secolo a.C.) fu un regolo (o piccolo re) di Gerusalemme nel periodo delle Lettere di Amarna.